# Сибирская конфедерация труда
Сибирская конфедерация труда, СКТ — межрегиональное объединение профсоюзов синдикалистского толка в России.

## Создание и деятельность
Сибирская конфедерация труда была учреждена 15 февраля 1995 года сибирскими анархо-синдикалистами, членами Конфедерации анархо-синдикалистов (КАС). Организаторами СКТ были Василий Старостин, Владимир Ефимов, Рафаэль Маркин и другие. При создании в СКТ вошли профорганизации из Омска и Северска. Далее к СКТ присоединились участники «рельсовых войн» из Анжеро-Судженска, а также Новосибирский центр профсоюзов «Труд» и организации из городов Кемеровской области и Красноярского края. В настоящее время в состав СКТ входят отделения в Омске, Иркутске, Томске, Новосибирске, Анжеро-Судженске, Северске, Шелехово и ряде других городов.
В 2000-е годы активисты СКТ принимали участие в работе Сибирских социальных форумов. В июле 2006 года Василий Старостин и несколько других активистов СКТ были сняты с поезда сотрудниками правоохранительных органов во время поездки на второй Российский социальный форум и контр-саммит «Большой Восьмёрки» в Санкт-Петербург. СКТ активно участвует в протестном движении — в частности, активисты профсоюза участвовали в акциях против реформы жилищно-коммунальной сферы и против милицейского произвола. Кроме того, активисты СКТ занимаются поддержкой воспитанников детских домов, в частности, оказывают им помощь в получении жилья.

## Принципы деятельности
В профсоюз не принимаются представители работодателя, при выработке решений применяются принципы прямой демократии. Кроме того, профсоюз действует независимо от политических партий и государства. Как отмечается на сайте СКТ, Конфедерация является продолжателем традиций революционного синдикализма — практики непосредственных рабочих инициатив в отстаивании своих прав, за переход средств производства в руки рабочих, за создании свободного общества без наёмного труда и капитализма. Используемые формы акций СКТ — прямое действие рабочих (забастовки, «работа по правилам», обструкция и другие формы), антивоенные и антифашистские, женские, экологические и молодёжные инициативы.

## Структура
В соответствии с Уставом, принятым в 1995 году, высшим органом СКТ является конференция делегатов от коллективных членов. Руководящий орган, действующий в период между конференциями, — Совет Представителей, состоящий из представителей коллективных членов. Рабочий исполнительный орган — Секретариат СКТ. Обеспечение деятельности Секретариата поручается одной из организаций СКТ конференцией СКТ. Региональная организация СКТ, которой поручено обеспечивать деятельность Секретариата выдвигает на конференции СКТ кандидатуру Исполнительного секретаря СКТ.
Конференции СКТ проходили 15 февраля 1995 года в Томске, 30 сентября 2000 года в Омске, 26 марта 2005 года снова в Томске. Должность Исполнительного секретаря СКТ в 1995—2000 годах занимал Игорь Кузнецов, с 2000 года — Василий Старостин.